# Apomecyna bivittata
Apomecyna bivittata là một loài bọ cánh cứng trong họ Cerambycidae.